# Rudolf Rigler
Rudolf Rigler, född 13 september 1936 i Frankfurt am Main, död 5 oktober 2022 i Djursholm, Danderyds distrikt, var en österrikisk läkare och biofysiker som sedan 60-talet var bosatt i Sverige.
Efter avslutad gymnasieutbildning i Graz 1954 började Rigler studera medicin vid universitetet i Graz där han blev dr.med. (en grundexamen i medicin) efter att också ha studerat fysik hos Adolf Smekal. 1960 påbörjade han forskarutbildning vid Torbjörn Casperssons laboratorium vid Karolinska Institutet (Nobelinstitutet för cellforskning), där mycket av forskningen utnyttjade ultraviolett mikrospektroskopi för analys av material i enskilda celler. Rigler arbetade där med fluorescens-mikrospektrografi för mätning på områden inom celler, efter att en fluorescensfärg såsom akridinorange införts i dem. Han disputerade 1966 för medicine doktorsgrad vid Karolinska Institutet.
Strax efter sin forskarutbildning flyttade Rigler till Manfred Eigen och Max-Planck-Institut für biophysikalische Chemie i Göttingen, som sysslade med spektroskopiska studier av kemisk relaxation i biologiska system.
År 1971 återvände Rigler till Karolinska Institutet på en forskartjänst finansierad av Naturvetenskapliga forskningsrådet. Under 1970-talet påbörjade han verksamhet inom fluorescenskorrelationsspektroskopi (FCS) tillsammans med Måns Ehrenberg. I början av 1980-talet blev han professor i molekylär biofysik vid Lunds universitet, men återvände senare till Karolinska Institutet som professor i medicinsk fysik, där han fortsatte utvecklingen inom FCS.
Rigler var sedan 1989 utländsk ledamot av den svenska Vetenskapsakademien och sedan 1992 utländsk ledamot av den svenska Ingenjörsvetenskapsakademien.